# Berryella wangjianweii
Berryella wangjianweii es una bacteria grampositiva del género Berryella. Fue descrita en el año 2022. Su etimología hace referencia al profesor Jianwei Wang, de la Academia China de Ciencias Médicas. Es anaerobia estricta e inmóvil. Tiene un tamaño de 0,62-0,98 μm de ancho por 1,8-4,2 μm de largo. Catalasa y oxidasa negativas. Forma colonias grises, opacas, circulares y planas tras 5 días de incubación. Crece bien en agar sangre, BHI, LB, WCAA y TSA, débilmente en CA y NA. No crece en agar R2A, MB ni MCA. Temperatura de crecimiento entre 16-42 °C, óptima de 37 °C. Tiene un contenido de G+C de 66,3-66,4%. Se ha aislado de la tráquea de una marmota (Marmota himalayana). 